# Edward James Slattery
Edward James Slattery (Chicago, Illinois, 11 de agosto de 1940 - Tulsa, Oklahoma, 13 de septiembre de 2024) fue un clérigo católico estadounidense. Entre 1993 y 2016 se desempeñó como obispo de Tulsa.

## Primeros años
Slattery fue el segundo de siete hijos, frutos del matrimonio entre William Edward Slattery y Winifred Margaret Brennan. Sus abuelos paternos y maternos emigraron a los Estados Unidos desde Irlanda.
Después de asistir a la escuela primaria Visitación de la Santísima Virgen María y al Seminario Preparatorio Arzobispo Quigley en Chicago, Slattery estudió en la Universidad Santa María del Lago en Mundelein, Illinois, donde obtuvo los títulos de Licenciatura en Artes y Maestría en Divinidad.

## Vida eclesiástica

### Sacerdocio
Slattery fue ordenado sacerdote para la arquidiócesis de Chicago por el Cardenal John Cody el 26 de abril de 1966. Después de su ordenación, Slattery sirvió como párroco asociado de la Parroquia San Judas Apóstol en South Holland, Illinois, hasta 1971. Durante este tiempo, también obtuvo una Maestría de la Universidad Loyola de Chicago. Se desempeñó como vicepresidente (1971-1976) y presidente (1976-1994) de la Sociedad de Extensión de la Iglesia Católica. Mientras trabajaba en la Extensión, fue nombrado párroco asociado de la Parroquia Santa Rosa de Lima en Chicago en 1973. Se desempeñó como párroco de Santa Rosa de Lima entre 1976 y 1989.

### Obispado
El 11 de noviembre de 1993, el Papa Juan Pablo II nombró a Slattery como tercer obispo de la diócesis de Tulsa. Fue consagrado por Juan Pablo II en la Basílica de San Pedro, en la Ciudad del Vaticano, el 6 de enero de 1994, con los arzobispos Giovanni Battista Re y Josip Uhač como co-consagradores. Slattery eligió como lema episcopal: "Tu Solus Sanctus", que significa "Solo Tú eres Santo".

## Retiro y fallecimiento
El Papa Francisco aceptó la carta de renuncia de Slattery como obispo de Tulsa el 13 de mayo de 2016, nombrando al Padre David Konderla para sucederlo.
Slattery murió el 13 de septiembre de 2024, a la edad de 84 años.

## Puntos de vista

### Liturgia
Slattery era conservador en cuestiones de práctica litúrgica. Volvió a la práctica de celebrar la liturgia ad orientem en su catedral. Creía que esta forma tenía una serie de ventajas sobre la forma en la que el sacerdote mira a la congregación.
El 24 de abril de 2010, Slattery celebró una misa solemne en la Basílica del Santuario Nacional de la Inmaculada Concepción en Washington D. C., para conmemorar el quinto aniversario del papado de Benedicto XVI, vistiendo la capa magna.